# USS 푸에블로 (AGER-2)

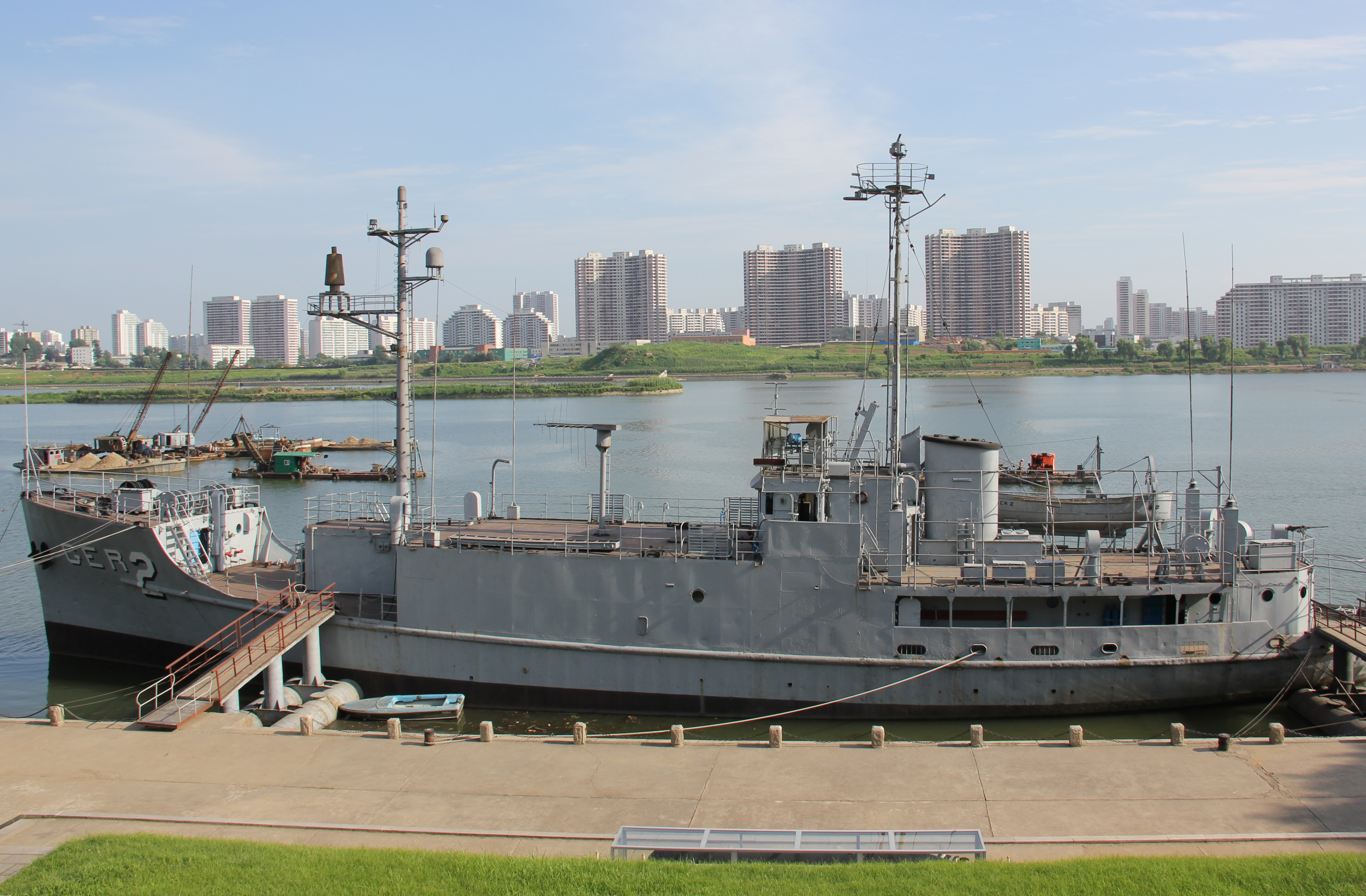

USS 푸에블로 (AGER-2)(USS Pueblo (AGER-2))는 미국 해군의 정보수집함이었다. 푸에블로호 피랍 사건으로 유명하다.

## 같이 보기
- 푸에블로호 피랍 사건